# Wallace (Virginie-Occidentale)
Pour les articles homonymes, voir Wallace.
Wallace est une census-designated place située dans le comté de Harrison, dans l’État de Virginie-Occidentale, aux États-Unis. Lors du recensement de 2020, elle comptait 201 habitants.